# 里壟社
里壟社是臺灣日治時期設於臺東廳關山郡的神社，於1928年5月28日鎮座。從關山新火車站前站前面的民權路直走，經過了關山工商（高職）之後，再往前走看到綜觀日月亭的告示牌之後，在往左邊走就可以看到里壟神社遺址的告示牌，附近有一座石雕燈籠的基座，神社諸項建築也全被拆除。